# Frickley Athletic FC
Frickley Athletic FC (celým názvem: Frickley Athletic Football Club) je anglický fotbalový klub, který sídlí ve městě South Elmsall v metropolitním hrabství West Yorkshire. Založen byl v roce 1910 pod názvem Frickley Colliery FC. Od sezóny 2018/19 hraje v Northern Premier League Division One East (8. nejvyšší soutěž). Klubové barvy jsou modrá a bílá.
Své domácí zápasy odehrává na stadionu Westfield Lane s kapacitou 2 087 diváků.

## Historické názvy
Zdroj: 
- 1910 – Frickley Colliery FC (Frickley Colliery Football Club)
- 1976 – Frickley Athletic FC (Frickley Athletic Football Club)

## Získané trofeje
- Sheffield and Hallamshire Senior Cup ( 13× )
  - 1927/28, 1956/57, 1960/61, 1962/63, 1966/67, 1978/79, 1985/86, 1987/88, 1989/90, 1999/00, 2003/04, 2012/13, 2014/15

## Úspěchy v domácích pohárech
Zdroj: 
- FA Cup
  - 3. kolo: 1985/86
- FA Trophy
  - Čtvrtfinále: 1984/85

## Umístění v jednotlivých sezonách
Stručný přehled
Zdroj: 
- 1922–1924: Yorkshire Football League
- 1924–1933: Midland Football League
- 1934–1960: Midland Football League
- 1960–1970: Cheshire County League
- 1970–1975: Midland Football League
- 1975–1976: Midland Football League (Premier Division)
- 1976–1980: Northern Premier League
- 1980–1986: Alliance Premier League
- 1986–1987: Conference National
- 1987–2017: Northern Premier League (Premier Division)
- 2017–2018: Northern Premier League (Division One South)
- 2018– : Northern Premier League (Division One East)

Jednotlivé ročníky
Zdroj: 
Legenda: Z - zápasy, V - výhry, R - remízy, P - porážky, VG - vstřelené góly, OG - obdržené góly, +/- - rozdíl skóre, B - body, červené podbarvení - sestup, zelené podbarvení - postup, fialové podbarvení - reorganizace, změna skupiny či soutěže
| Sezóny  | Liga                                         | Úroveň | Z  | V  | R  | P  | VG  | OG | +/- | B  | Pozice |
| ------- | -------------------------------------------- | ------ | -- | -- | -- | -- | --- | -- | --- | -- | ------ |
| 2009/10 | Northern Premier League (Premier Division)   | 7      | 38 | 12 | 9  | 17 | 50  | 66 | -16 | 45 | 15.    |
| 2010/11 | Northern Premier League (Premier Division)   | 7      | 42 | 11 | 11 | 20 | 43  | 68 | -25 | 44 | 18.    |
| 2011/12 | Northern Premier League (Premier Division)   | 7      | 42 | 10 | 12 | 20 | 48  | 69 | -21 | 42 | 19.    |
| 2012/13 | Northern Premier League (Premier Division)   | 7      | 42 | 10 | 9  | 23 | 58  | 88 | -30 | 39 | 18.    |
| 2013/14 | Northern Premier League (Premier Division)   | 7      | 46 | 12 | 13 | 21 | 62  | 80 | -18 | 49 | 21.    |
| 2014/15 | Northern Premier League (Premier Division)   | 7      | 46 | 12 | 14 | 20 | 60  | 73 | -13 | 50 | 19.    |
| 2015/16 | Northern Premier League (Premier Division)   | 7      | 46 | 22 | 11 | 13 | 69  | 46 | +23 | 77 | 7.     |
| 2016/17 | Northern Premier League (Premier Division)   | 7      | 46 | 12 | 3  | 31 | 47  | 97 | -50 | 39 | 22.    |
| 2017/18 | Northern Premier League (Division One South) | 8      | 42 | 26 | 7  | 9  | 117 | 61 | +56 | 82 | 3.     |
| 2018/19 | Northern Premier League (Division One East)  | 8      | 38 |    |    |    |     |    |     |    |        |

Poznámky
- 2017/18: Klubu byly z důvodu porušení stanov soutěže odečteny tři body.[3]